# Ирландия на «Евровидении-1969»
На Евровидении 1969 Ирландию представила Мариэль Дей с песней The Wages of Love. Ирландия заняла 7 место с 10 баллами, разделив его с Бельгией.
Выставленные очки Ирландии другими странами:
| Страна         | Количество баллов |
| -------------- | ----------------- |
| Финляндия      | 3                 |
| Германия       | 1                 |
| Швеция         | 1                 |
| Швейцария      | 3                 |
| Нидерланды     | 1                 |
| Великобритания | 1                 |
| Всего          | 10                |

Очки, выставленные Ирландией другим странам:
| Страна    | Количество баллов |
| --------- | ----------------- |
| Испания   | 1                 |
| Франция   | 4                 |
| Швейцария | 3                 |
| Финляндия | 1                 |
| Италия    | 1                 |